# Chemical Heart
「Chemical Heart (feat. Masato from coldrain)」（ケミカル ハート フィーチャリング マサト フロム コールドレイン）は、日本のロックバンド・FIVE NEW OLDが2020年12月18日にワーナー・ミュージック・ジャパンより配信リリースした楽曲。coldrainのボーカルであるMasatoがフィーチャリングゲストとして参加している。

## 概要
前作「Don't Be Someone Else」から約3ヶ月ぶりとなる配信シングルで、ワーナーミュージック・ジャパン移籍後第3弾となるリリース。
coldrainのボーカルであるMasatoとコラボした楽曲。
今作のリリースに際して、HIROSHI（Vo.）は以下のようにコメントした。

「現状を疑い、未来を信じる」 をテーマにこの曲を書きました。どんな世界にいて、どれだけ便利な時代でも人の心、その本質は昔から変わっていないのだと思います。脆くて弱いけれど、学び、強くなり改善することも出来る。
今回は大好きな先輩バンドcoldrainのMasato君に参加してもらっています。coldrainとはインディーズの頃からの付き合いで、5年前くらいからかな？ツアーに何度も呼んでくれて対バンしてきました。バンドとして彼らの音楽・ライブへの姿勢から沢山の刺激をもらったし、個人的には「フロントマンとしての在り方」をMasato君からたくさん学ばせてもらいました。そんな彼にジャンルを超えて一曲一緒に歌って欲しいとお願いしたら、二つ返事で「やろう！」と快諾してくれてこの曲が生まれました。彼の歌声が曲をよりエッジの効いた世界に引っ張ってくれたし、coldrainの時とはひと味違う歌を聴いてもらえるんじゃないかなと思います。(レコーディング中めちゃ幸せだった。笑)
まさにフィーチャリングの「Chemical=化学反応」を楽しんでください。やっぱ先輩かっけえよ...!

## 楽曲解説
1. Chemical Heart (feat. Masato from coldrain) (03:47)
作詞 : Hiroshi Nakahara
作曲 : FIVE NEW OLD
編曲 : FIVE NEW OLD
  - 今曲についてHIROSHIは、「最初もうちょっと椎名林檎さんっぽいイメージで、あえて木琴のチープな音でリードを弾いたりしてたんですけど、だんだん組み上げていく中で、90年代のR＆Bとか、宇多田ヒカルさんのバイブスが出てきて、でももうちょっと今の感じにしたいと思ったときに、Rina Sawayamaのヘヴィなギターを入れる感じが日本人らしい感性だなと思って、その感じで作りました。そこにずっと一緒にやってきたMasatoくんに参加してもらうことで、自分たちが何者かを、ちょっと奇天烈な形で表現できたなって。」と発言している[5]。

## 参加ミュージシャン
FIVE NEW OLD
- HIROSHI（ボーカル・ギター）
- WATARU（ギター・キーボード）
- SHUN（ベース）
- HAYATO（ドラムス）

Additional Musician
- Masato from coldrain（ボーカル）